# Marsia

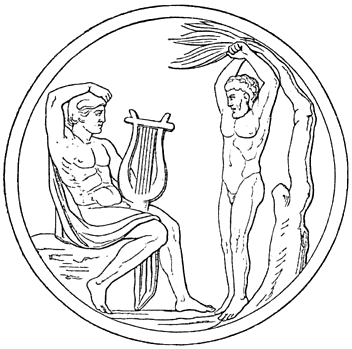
Apollo sta per scorticare Marsia, 1888

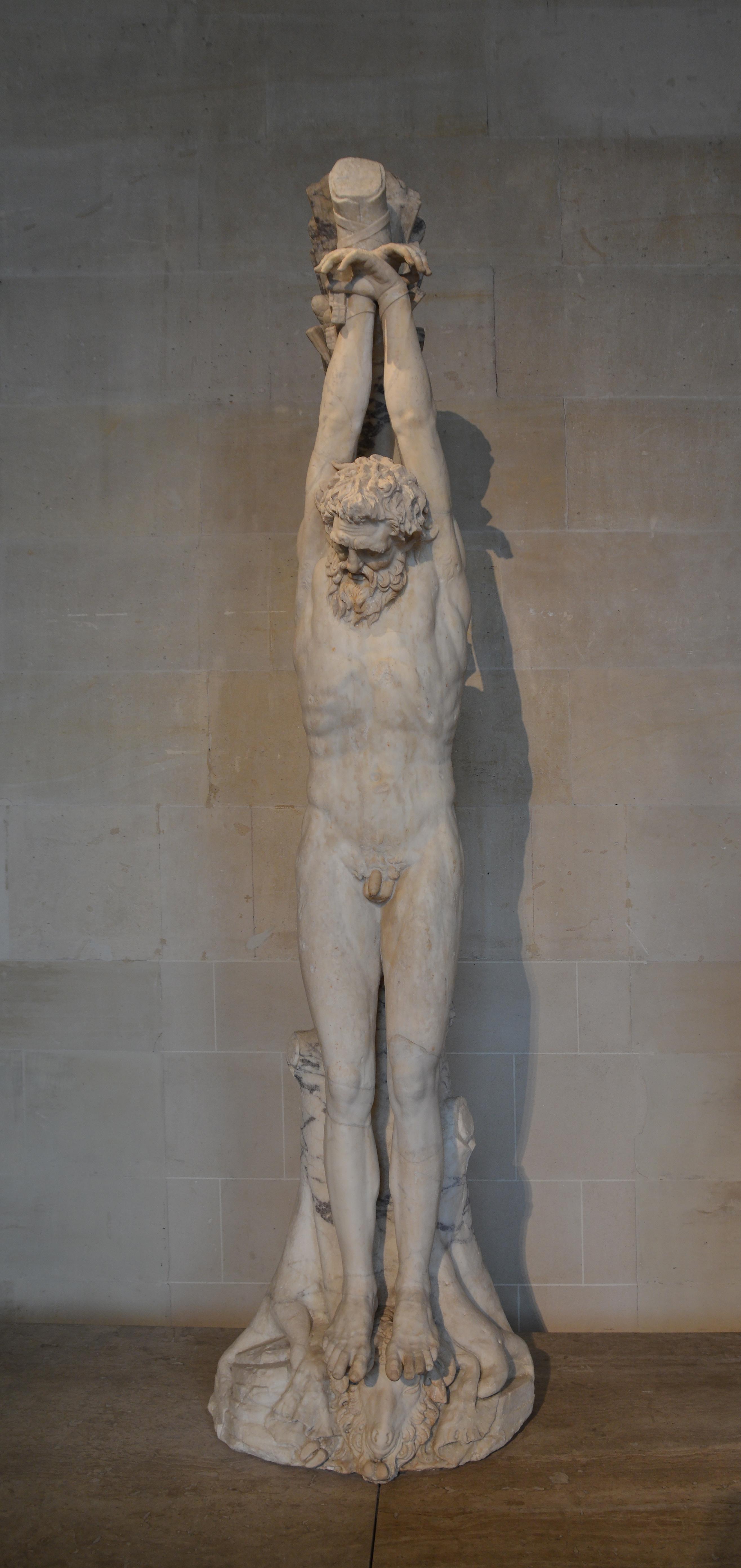
Marsia legato nudo a una corteccia d'albero, scultura di marmo, copia romana del I-II secolo dopo l'età ellenistica, da Roma, Parigi, Louvre

Marsia (in greco antico: Μαρσύας?, Marsýas) è una figura della mitologia greca, figlio di Eagro.  

## Descrizione
Era un sileno, dio del fiume Marsia, affluente del Meandro in Anatolia.
Pindaro narra di come la dea Atena una volta inventato l'aulos gettò via lo strumento, infastidita del fatto che le deformasse le guance quando lo suonava.
Marsia lo raccolse, causando il disappunto di Atena, che lo percosse. Non appena Atena si fu allontanata, Marsia riprese lo strumento e iniziò a suonarlo con una tale grazia che tutto il popolo ne fu ammaliato, convincendosi che il suo talento fosse maggiore anche rispetto ad Apollo.
Marsia, orgoglioso, non li contraddisse, finché un giorno la sua fama arrivò proprio ad Apollo, che subito lo sfidò (secondo altre versioni fu lo stesso Marsia a sfidarlo). Al vincitore, decretato dalle Muse, giudici della tenzone, sarebbe stato concesso il diritto di far ciò che volesse del contendente. 
Dopo la prima prova, però, le Muse assegnarono un pareggio che ad Apollo, ovviamente, non andò bene. Così il dio invitò Marsia a rovesciare il suo strumento e a suonare: Apollo, logicamente, riuscì a rovesciare la cetra e a suonarla, ma Marsia non poté fare altrettanto con il suo flauto e riconobbe Apollo vincitore (secondo un'altra versione Apollo propose per poter eleggere un vincitore di cantare e suonare contemporaneamente, così che solo lui, che aveva uno strumento a corde, ci sarebbe riuscito). Il dio, allora, decise di punire Marsia per la sua superbia (hýbris, in greco) e, legatolo a un albero, lo scorticò vivo.
L'episodio ispirò molti artisti tra cui Mirone, Prassitele, Ovidio, Tiziano e Dante; quest'ultimo in particolare lo ricorda nell'invocazione ad Apollo nel canto I del Paradiso (vv. 19-21). Anche Ugo Foscolo menziona l'episodio nella Notizia intorno a Didimo Chierico.
Ovidio menziona la sorte dell'auleta nelle proprie Metamorfosi:
(Metamorfosi, Libro VI, vv. 385-391)

### Marsia come Socrate
Nella parte finale del Simposio, Platone narra dell'elogio che Alcibiade fece a favore di Socrate paragonandolo a Marsia:

### Nello Pseudo-Apollodoro e in Erodoto
Lo Pseudo-Apollodoro narra che Apollo uccise anche Marsia, figlio di Olimpo e inventore della piva, rifiutata da Minerva perché rendeva deforme il volto di chi la usava. Marsia sfidò Apollo a una competizione musicale, il cui vincitore avrebbe potuto disporre liberamente della vita dell'altro. Apollo vinse la sfida mostrandosi capace di suonare la cetra alla rovescia, cosa che fu impossibile a Marsia con la piva. E in questo modo finì scorticato vivo da Apollo (Libro I, cap. 24, II).
La stessa vicenda è ripresa nelle Storie di Erodoto narrano che il Sileno Marsia era un satiro scorticato vivo da Apollo in una competizione musicale. La sua pelle fu messa pubblicamente in mostra ad Apamea di Frigia.